# 南华护士学院
南华护士学院（英語：Lam Wah Ee Nursing College），是一所位於馬來西亞槟城的私立学院。